# Piedras Coloradas
Piedras Coloradas est une ville de l'Uruguay située dans le département de Paysandú. Sa population est de 1 113 habitants.

## Histoire
La ville a été fondée en 1890.

## Population
| Année | Population |
| ----- | ---------- |
| 1963  | 422        |
| 1975  | 486        |
| 1985  | 752        |
| 1996  | 1 104      |
| 2004  | 1 113      |

Référence,.